# Klaras Mutter
Klaras Mutter ist eine Erzählung von Tankred Dorst.

## Relationen
Die Geschichte der Klara Falk, ihrer Mutter und des polnischen Arbeitslosen Kupka aus dem Roman „Dorothea Merz“ wird fortgeschrieben. Dorothea Merz, die im Roman doch eigentlich Klaras Freundin geworden ist, kommt in der Erzählung genauso wenig vor wie die anderen Mitglieder der Fabrikantenfamilie Merz. Der Arbeiter Gebhard – ein Kommunist – wird lediglich erwähnt.

## Zeit und Ort
Die Handlung läuft vom Sommer 1932 bis Anfang April 1933 in der fiktiven südthüringischen Ortschaft Grünitz.
Der Ort der Handlung liegt im Grenzland zwischen Thüringen und Oberfranken im Landkreis Sonneberg. Einerseits liest man vor Ort die Zeitung „Fränkische Presse“ und andererseits befindet sich der Sitz der obersten Schulbehörde in der thüringischen Landeshauptstadt Weimar. Zur Topologie: Genannt werden der Dreiherrenstein und Föritz.

## Handlung
Frau Falk, das ist Klaras Mutter, hat das Haus von ihrem verwitweten Onkel geerbt. Im ehemaligen Tanzsaal dieses größten Hauses in Grünitz trocknen die Falks Pilze, Kräuter und Obst. Den aus dem Nichts auftauchenden  Schreiner Herbert Kupka hatte Klaras Mutter zwei Jahre vor Handlungsbeginn in der Schweiz kennengelernt. Der Gesinnungsgenosse der Mutter, Soldat aufseiten der Deutschen im Ersten Weltkrieg, sucht vergeblich Arbeit in den wenigen größeren Unternehmen in der Grünitzer Umgebung. Kupka erbaut auf dem Grund der Falks eine hölzerne Hütte und fängt im nahegelegenen Wald wöchentlich ein paar Hasen mit der Schlinge. Die Beute verkauft er an einen einheimischen Fleischer. Der Orts-Gendarm hat nie einen Beweis für die Wilddieberei.
Kupka schläft mit der achtzehn Jahre älteren Frau Falk. Die junge Lehrerin Klara, die mit ihrer Mutter bisher so ähnlich wie in einer Ehe gelebt hatte, ist gegen die neue Verbindung der Mutter und stellt plötzlich die befremdliche Frage nach ihrem leiblichen Vater. Die Tochter erhält von der verlegenen Mutter vage Auskunft. Von einer bürgerlichen Familie, die vielleicht in der Nähe von Basel beheimatet sein könnte, ist die Rede.
Offenbar haben Schulkinder Kupka und Klaras Mutter im Wald beim Liebesspiel beobachtet.
Klara wird von jungen Burschen aus Grünitz an der Nase herumgeführt: Ihr angebliches Rendezvous mit Kupka, von dem Kupka überhaupt nichts weiß, erweist sich als schlechter Scherz.
Bei der Reichstagswahl im März 1933 wird die NSDAP in Grünitz der große Sieger. Wenig später erhält Kupka eine schriftliche Vorladung von der Behörde, der er nicht folgt. Der Pole ward nie mehr gesehn. In der Kreisstadt werden Kommunisten verhaftet. Angeblich hätten sie Waffenlager angelegt.
Klaras Mutter schreibt der Tochter einen Abschiedsbrief und fährt mit dem Fahrrad in Richtung Bayern davon. Klara beobachtet zufällig das Verschwinden der Mutter. Tage später wird die Leiche der Mutter aus dem Grünitzer Bach geborgen. In Grünitz vermuten die einen, Klaras Mutter sei von Kupka aus Geldgier ins Wasser gestoßen worden und die anderen wollen wissen, SA-Leute wären die Täter gewesen.

## Verfilmung
Das Drehbuch zu dem Film Klaras Mutter verfassten Tankred Dorst und Ursula Ehlert.
Da die DDR keine Dreherlaubnis auf ihrem Gebiet erteilte, wurde der Film in Franken gedreht.